# Lee Tae-hyung (calciatore)
Lee Tae-hyung (1º settembre 1964) è un ex calciatore sudcoreano, di ruolo attaccante.